# Jannaschia
Jannaschia es un género de bacterias perteneciente a la familia de las Rhodobacteraceae.

### Revistas científicas
- Wagner-Dobler I, Rheims H, Felske A, Pukall R, Tindall BJ (2003). «Jannaschia helgolandensis, gen. nov., sp. nov., a novel abundant member of the marine Roseobacter clade from the North Sea». Int. J. Syst. Evol. Microbiol. 53: 731-738. PMID 12807194. doi:10.1099/ijs.0.02377-0.

### Libros científicos
- Garrity GM, Holt JG (2001). «Taxonomic Outline of the Archaea and Bacteria».  En DR Boone and RW Castenholz, eds., ed. Bergey's Manual of Systematic Bacteriology Volume 1: The Archaea and the deeply branching and phototrophic Bacteria (2nd edición). Nueva York: Springer Verlag. pp. p. 155–166. ISBN 978-0387987712.

- Datos: Q6155091
- Especies: Jannaschia